# INVECS

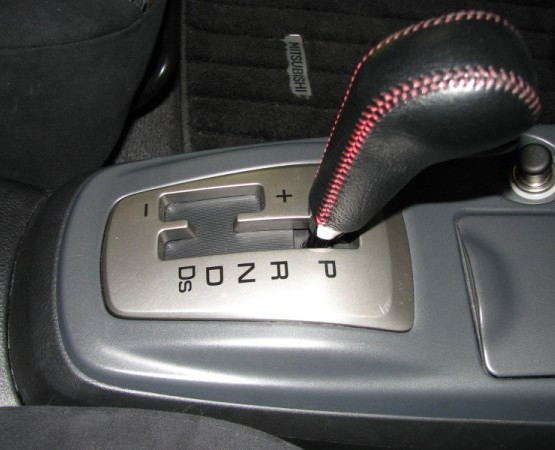
ランサーセディアワゴンのINVECS-IIIセレクトレバー

INVECS（インベックス、Intelligent & Innovative Vehicle Electronic Control System：インテリジェント&イノヴェイティヴ・ヴィークル・エレクトロニック・コントロール・システム）は、三菱自動車工業が乗用車に採用しているATおよびセミATの制御機構の名称である。なお、この項では後継機のINVECS-II、さらに後継のINVECS-IIIについても明記する。

## INVECS
1992年、ギャランのフルモデルチェンジと共に初めて導入された。ただし、この当時はトランスミッションのみを指さず、それに加えてトラクションコントロール、フルタイム4WD、4WS、電子制御サスペンション、オートエアコンをファジィ制御する総合的なシステムであった。トランスミッションでは特に上り坂や下り坂において、早めにシフトダウンさせる最適制御を取り入れている。

### 採用車種
- ギャラン
- エテルナ
- エメロード
- ディアマンテ
- シグマ

など

## INVECS-II
1994年、FTOに初採用された。このII型では運転者の癖を記憶させて、トランスミッションの効率的稼動に寄与する学習機能が搭載された。また、シフトパターンにスポーツモードと呼ばれるシーケンシャルシフトのようなポジションが設定され、MTの様に運転者が任意でギア選択できる機構を加えた。このスポーツモードは好評を博し以降の三菱車に多く採用されることになり、他の国産車メーカーにも影響を与え、ステアマチックなども登場した。当初は4段仕様のみであったが、後に5段（2代目ディアマンテに搭載されたものは量産車世界初のFF車の5速ATとなった）・6段仕様も登場している。後述するIII型を採用した後でも、大排気量車やターボ搭載車にはおいては許容トルクの関係でII型を採用した車種も登場している。
現行車種ではデリカD:5（ディーゼル）のみが採用。

### 採用車種
- FTO
- ランサー（MXツーリング、GSR）
- ミラージュ（5代目）
- ギャラン
- レグナム
- パジェロ
- RVR(2代目N6x N7x系)
- シャリオグランディス
- グランディス
- ディアマンテ
- カリスマ
- ランサーエボリューションVII GT-A
- ランサーエボリューションワゴン
- アウトランダー

など

## INVECS-III
2000年、三菱・ランサーセディアに初採用された。このIII型からは、従来の遊星歯車式トランスミッションではなく、CVTおよび6段セミAT（海外仕様のみ）となった。II型と同様にエンジン回転数や運転者の癖を判断して、減速比が最適制御される。CVTに関しては、スポーツモードは6段に増加し、車種によってはパドルシフトが用意されているものもある。

### 採用車種
- ランサーセディア
- コルト
- コルトプラス
- アウトランダー
- ギャランフォルティス
- デリカD:5
- ミラージュ（6代目）
- eKシリーズ（2代目/eKスペース・eKクロス スペース）[注釈 1]

など